# Жепче (футбольний клуб)
Футбольний клуб «Жепче», або просто Жепче (босн. Nogometni klub Žepče) — професійний боснійський футбольний клуб з однойменного міста.

## Історія
Заснований 1919 року під назвою «ШАСК Граджянскі» за аналогією з загребським «Граджянскі». Протягом усієї своєї історії клуб декілька разів змінював назву, потім певний період він використовував назву «Орловик», під якою й виступав з 1925 року. Три роки по тому вже мав назву «Пламен». У 1933 році був перейменований на «Слогу», а в 1928 році повернувся до назви «Орловик», під якою виступав до 1947 року. Протягом 5 років використовував назву «Младост», після чого наступні 42 роки знову виступав як «Орловик». Наприкінці 1994 року був перейменований в «Жепче», під цією назвою й виступає на даний час. При цьому декілька разів додавав до своєї назви й назву спонсора, проте зберігався як «Жепче».
З моменту свого заснування проводив товариські матчі та брав участь у товариських турнірах. Першим президентом клубу став Франьо Смоле. Мехмед Кадрич став першим головним тренером, при цьому був й одночасно гравцем команди. Його ім'я та ім'я Велії Хасагича було вписано золотими літерами в історії футболу Жепче після того як вони разом організували перший гол у ворота у ворота загребського «Граджянскі».
По завершенні Другої світової війни «Орловик» змагався в зональних та регіональних лігах, не маючи там особливого успіху, але при цьому поступово наближався до найвищого футбольного дивізіону чемпіонату Югославії.

### По завершенні Другої світової війни
По завершенні Другої світової війни «Жепче» був включений до змагань під егідою Футбольної асоціації Боснії і Герцеговини. Вона виступала в Лізі Центральної Боснії, перший матч було зіграно проти «Киселяка». Матч завершився з рахунком 1:0 на користь гостей, незважаючи на дощову погоду на матч завітало 500 глядачів. Кольори «Жепче» в тому поєдинку захищали: Бабич, Радош, Юришич, Риджич, Буляїч, Будимир, Рамляк, Юрич, Пендич (Пеїнович), Батарило та Саїнович.
«Жепче» в основному виступав у першому дивізіоні, який був розділений на декілька груп. У сезоні 1998/99 років «Жепче» став переможцем другої ліги та отримав путівку до єдиної Першої ліги Боснії і Герцеговини.
У сезоні 2001/02 років Футбольний Союз Боснії і Герцеговини та Республіки Сербської об'єдналися, й «Жепче» вхяв участь у першому об'єднаному чемпіонаті. Найзапекліша боротьба розгорнулася між «Жепче», «Радником» з Лукавца та «Будучності» з Боновіца. «Жнпче» вийшов переможцем у цій боротьбі й здобув путівку до вищого дивізіону боснійського чемпіонату. На той час це досягнення стало найвищим за всю історію клубу. На перший матч проти «Железнічара» прийшло близько 6000 уболівальників, на решті матчів було присутніми близько 2000 — 3000 уболівальників. У цьому ж матчі першим голом клубу в Прем'єр-лізі відзначився Вахідін Імамович. Поєдинок завершився зх рахунком 1:1. У тому поєдинку кольори «Жепче» захищали: Брашнич, Смайлович (Юрич), Жовко, Хасанович, Видович, Никчевич, Сировиця (Катич), Саїнович, Дадич, Катич, Імамович та Курт.
Того ж сезону команда досягла історичного успіху й у Кубку Боснії й Герцеговини. Спочатку «Жепче» вибив «Раднички» з Горажда, а потім і «Кожару». У 1/4 фіналу здолали «Сараєво», 1:1 на «Кошеву», після чого був історичний матч у Жепче. Знову була зафіксована нічия, після чого в серії післяматчевих пенальті «Жепче» виявився сильнішим та пройшов до наступної стадії, де натрапив на «Железничар». 
У сезоні 2004/05 років зміг, на відміну від більшої частини клубів Боснії і Герцеговини, отримати ліцензію від УЄФА. Пробився до Кубку УЄФА. Суперником став македонський «Башкімі». Матч на виїзді завершився нульовою нічиєю, але через адміністративні проблеми була зарахована технічна поразка з рахунком 0:3. Домашній матч у «Зениці» завершився з рахунком 1:1.
У сезоні 2007/08 років «Жепче» набрав лише 7 очок та вилетів з Прем'єр-ліги. Наступного сезону команда виступала в Першій лізі Боснії й Герцеговини й фінішував у середині турнірної таблиці. Наступний сезон «Жепче» завершив у нижній частині турнірної таблиці й опустився до Другої ліги ФБіГ — Центр. По завершенні сезону доросла команда клубу була розформована, але «Жепче» зберіг команду в молодіжній першості.
На початку сезону 2013/14 років дорослу команду клубу за участю її колишніх гравців було відроджено й заявлено до регіональної ліги ЗДК. За підсумками сезону «Жепче» набрав однакову з «Рударом» (Зениця) кількість очок, але поступився йому через гіршу різницю забитих та пропущених м'ячів.

## Досягнення
- Перша ліга Федерації Боснії і Герцеговини

Чемпіон: 2002

## Статистика виступів у національному чемпіонаті
| «Жепче» в Прем'єр-лізі | «Жепче» в Прем'єр-лізі | «Жепче» в Прем'єр-лізі | «Жепче» в Прем'єр-лізі | «Жепче» в Прем'єр-лізі | «Жепче» в Прем'єр-лізі | «Жепче» в Прем'єр-лізі | «Жепче» в Прем'єр-лізі | «Жепче» в Прем'єр-лізі | «Жепче» в Прем'єр-лізі | «Жепче» в Прем'єр-лізі |
| Сез.                   | Міс.                   | Іг.                    | В                      | Н                      | П                      | ЗМ                     | ПМ                     | РМ                     | О                      | Прим.                  |
| ---------------------- | ---------------------- | ---------------------- | ---------------------- | ---------------------- | ---------------------- | ---------------------- | ---------------------- | ---------------------- | ---------------------- | ---------------------- |
| 2002/03                | 10.                    | 38                     | 14                     | 11                     | 13                     | 48                     | 50                     | -2                     | 53                     | [ 1 ]                  |
| 2003/04                | 13.                    | 30                     | 10                     | 7                      | 13                     | 26                     | 38                     | -12                    | 37                     | [ 2 ]                  |
| 2004/05                | 12.                    | 30                     | 13                     | 2                      | 15                     | 33                     | 36                     | -3                     | 41                     | [ 3 ]                  |
| 2005/06                | 8.                     | 30                     | 11                     | 7                      | 12                     | 29                     | 40                     | -11                    | 40                     | [ 4 ]                  |
| 2006/07                | 12.                    | 30                     | 12                     | 4                      | 14                     | 30                     | 37                     | -7                     | 40                     | [ 5 ]                  |
| 2007/08                | 16.                    | 30                     | 2                      | 1                      | 27                     | 25                     | 73                     | -48                    | 7                      | [ 6 ]                  |
| Загалом - 6 сезонів    | Загалом - 6 сезонів    | 188                    | 62                     | 32                     | 94                     | 191                    | 274                    | -83                    | 218                    |                        |

## Статистика виступів у єврокубках
| Сезон    | Змагання   | Раунд                        |                    | Суперник | Д   | В   |
| -------- | ---------- | ---------------------------- | ------------------ | -------- | --- | --- |
| 2005/06. | Кубок УЄФА | Перший кваліфікаційний раунд | Північна Македонія | Башкімі  | 1–1 | 0–3 |

## Відомі гравці
- Сеад Салахович

## Відомі тренери
- Маріян Звонко
- Павао Стругачевац
- Марін Блудек
- Маріо Чутук
- Нікола Никич
- ілія Сайнович
- Тадо Томас
- Горан Брашнич
- Дамір Хаджич